# Biggles (videogioco)
Biggles è un videogioco d'azione di genere misto pubblicato nel 1986 per Amstrad CPC, Commodore 64 e ZX Spectrum dalla Mirrorsoft. Si basa sul personaggio letterario britannico Biggles, un pilota della prima guerra mondiale, e in particolare sul film Avventura nel tempo (Biggles: Adventures in Time), che era uscito lo stesso anno.

## Trama
Come nel film, Biggles, pilota inglese della prima guerra mondiale, e Jim, che vive nella moderna Londra, si ritrovano insieme a causa di misteriosi e involontari viaggi nel tempo. Collaborano per distruggere un'arma segreta nemica a onde sonore durante la guerra. Nel 1917 Biggles sorvola il territorio nemico fino a raggiungere e fotografare l'arma. Sempre nel 1917 si infiltra anche a piedi nel territorio nemico per individuare il luogo segreto in cui vengono fatti i test dell'arma. Nel 1986 Biggles e Jim si ritrovano a correre sui tetti di Londra per sfuggire alla polizia e impadronirsi di un codice segreto e di un elicottero. Infine i due sono nel 1917 con il moderno elicottero e sorvolano le zone di battaglia. Con l'aiuto di Marie e altri personaggi dovranno localizzare e distruggere l'arma segreta.

## Modalità di gioco
Biggles è diviso in due parti caricate separatamente, Timewarp e The Secret Weapon (chiamata anche The Sound Weapon nel manuale). Si può scegliere liberamente quale parte giocare, ma quando si accede alla seconda viene chiesta una password che si riceve quando si è completata la prima e che facilita il raggiungimento dell'obiettivo finale.
Timewarp è costituito a sua volta da tre fasi, che si alternano ogni volta che si percorre abbastanza strada o che si muore.
- Biggles in volo: si pilota un biplano visto di lato in due dimensioni, con scorrimento orizzontale continuo verso destra. Si sorvola il territorio nemico e si può sparare, in orizzontale o diagonale a seconda dell'inclinazione dell'aereo, per abbattere biplani avversari che volano in senso contrario e sparano. A terra si susseguono postazioni contraeree e altri bersagli inermi, che si possono distruggere sganciando bombe. Le bombe sono limitate e si possono ricarcare colpendo le armerie.
- Biggles a Londra: si controllano Biggles e Jim, disarmati, sopra i tetti piatti della città. Si può passare quando si desidera da un personaggio all'altro; quello non controllato rimane accovacciato ed è ugualmente vulnerabile, anche se meno visibile ai nemici. L'obiettivo è portarli entrambi lungo un percorso multischermo da sinistra a destra. Il personaggio controllato si può muovere in tutte le direzioni sopra i tetti e saltare tra due tetti vicini. Bisogna evitare le guardie che pattugliano alcuni tetti e il fuoco dei cecchini affacciati da alcuni palazzi sullo sfondo, oltre a non precipitare.
- Biggles sul campo di battaglia: si attraversa da sinistra a destra un territorio nemico che ha sempre due piani, la superficie e un sotterraneo, collegati da scale a pioli. Su Commodore 64 l'ambiente è a scorrimento, mentre nelle altre versioni è multischermo. Biggles può camminare e sparare in tutte le direzioni e deve combattere fanti nemici che si muovono e sparano allo stesso modo. Si dispone anche di granate, che servono a eliminare alcune casematte con mitragliatrice che altrimenti non è possibile oltrepassare. Le granate sono limitate, ma se ne possono raccogliere altre nel sotterraneo.

In basso sono sempre presenti tre simboli, che si disgregano progressivamente ogni volta che si muore nella rispettiva fase, fino all'eventuale sconfitta se uno dei tre sparisce.
The Secret Weapon è un simulatore di volo di tipo semplice, in cui si pilota un elicottero con visuale in prima persona dall'abitacolo. Si controlla la barra di comando, si può variare l'altitudine con comandi da tastiera e, dopo aver ottenuto una mitragliatrice, si può sparare con un mirino fisso al centro. Nell'abitacolo ci sono diversi strumenti di volo, tra cui un quadrante al centro che mostra la mappa del territorio, impostabile a due livelli di dettaglio. Due inventari a icone mostrano le persone salite a bordo e gli oggetti raccolti; si può atterrare per caricare e scaricare. Lo scopo finale è distruggere l'arma segreta nemica e serve l'aiuto di persone ed equipaggiamento, da reperire in vari luoghi. Il gioco termina se l'elicottero si schianta al suolo, finisce il carburante, oppure si viene colpiti finché l'indicatore dei danni raggiunge il massimo.

## Accoglienza
Biggles fu giudicato in media moderatamente bene dalla stampa europea. Alcune riviste lo trovarono un prodotto molto buono, sebbene spesso lo ritennero un po' più debole dal punto di vista grafico. Molte altre assegnarono giudizi sufficienti, ma non entusiasti. Rari furono i giudizi negativi, tra cui il 48% di Zzap!, che sebbene ci siano quattro giochi in uno, trovava ciascuno di essi carente di varietà.